# Ersin Zehir
Ersin Zehir (* 15. Januar 1998 in Lübeck) ist ein deutsch-türkischer Fußballspieler. Der Mittelfeldakteur steht seit Sommer 2025 beim Regionalligisten SV Meppen unter Vertrag.

## Karriere
Zehir, der sich selbst als „Straßenfußballer“ bezeichnet, wuchs im Lübecker Migrantenviertel und sozialen Brennpunkt Buntekuh auf, wo er auch mit dem Fußballspielen begann. Bis zum Jahr 2007 trat er in der Folge erst den städtischen Vereinen SC Rapid und Türkischer SV bei, bevor er zum größten Klub der Stadt, dem VfB Lübeck, wechselte.
Nach sieben Jahren beim VfB zog es den Deutschtürken als B-Jugendlichen nach Hamburg zum FC St. Pauli. Sowohl in der A- als auch in der B-Junioren-Bundesliga konnte sich der Mittelfeldspieler auf Anhieb durchsetzen und stand regelmäßig in der Startelf. In seiner letzten Spielzeit als A-Junior, die er mit der U19 als Tabellenachter abschloss, war Zehir die meiste Zeit über Mannschaftskapitän.
Nach dem Ende seiner Jugendzeit stieß der Lübecker fest zur Regionalligamannschaft und stand auch in der Rückrunde mehrmals im Zweitligakader. Am 31. sowie am 33. Spieltag konnte er dann seine ersten Kurzeinsätze im Profibereich absolvieren. Unter den Cheftrainern Markus Kauczinski und Jos Luhukay stand Zehir in der Folge auch weiterhin in beiden Herrenkadern, wobei er in der Saison 2018/19 die bislang meisten Einsätze (17) für die erste Mannschaft absolvieren durfte. Im April 2019 wurde sein noch bis 2020 gültiger Vertrag bis Juni 2023 verlängert.
Anfang Oktober 2020 kehrte Zehir bis zum Ende der Saison 2020/21 auf Leihbasis zum VfB Lübeck zurück, der zuvor in die 3. Liga aufgestiegen war. Zehir absolvierte unter dem Cheftrainer Rolf Martin Landerl 30 Drittligaspiele (22-mal von Beginn) und erzielte 6 Tore. Am Saisonende stieg der VfB wieder ab.
Zur Saison 2021/22 einigte sich Zehir mit dem FC St. Pauli auf eine Vertragsauflösung und wechselte im Juni 2021 zum türkischen Erstligisten Antalyaspor, bei dem er einen Fünfjahresvertrag bis 2026 unterschrieb. Hier absolvierte er jedoch nur drei Pflichtspiele im ersten halben Jahr und so wurde der Mittelfeldspieler im Januar 2022 bis zum Saisonende an den niederländischen Zweitligisten FC Dordrecht verliehen.
Nach seiner Rückkehr in die Türkei wurde sein Vertrag dann aufgelöst und Zehir schloss sich im August 2022 Tuzlaspor in der TFF 1. Lig an, ehe auch dort sein Kontrakt nach nur einer Woche wieder annulliert wurde. Dann war er bis zum 20. Januar 2023 vereinslos und wurde vom deutschen Regionalligisten Eintracht Trier verpflichtet. Nach dem Abstieg der Trierer am Saisonende wechselte Zehir zu Eintracht Norderstedt in die Regionalliga Nord. Nach zwei Jahren in Norderstedt wechselte Zehir im Sommer 2025 zum SV Meppen.

## Privates
Zehir ist privat Fan des FC Bayern München. Im Jahr 2018 absolvierte er erfolgreich seine Abiturprüfungen.